# Sami Nasri
Pour les articles homonymes, voir Nasri.
Ne doit pas être confondu avec l'acteur Samy Naceri et le footballeur français Samir Nasri.
Sami Nasri (arabe : سامي نصري), né le 3 mars 1968, est un footballeur international tunisien ayant évolué au sein de l'Association sportive de l'Ariana puis du Club africain dès l'âge de 17 ans.

## Palmarès
- Coupe des clubs champions africains (1)
  - Vainqueur : 1991
- Coupe d'Afrique des vainqueurs de coupe (1)
  - Finaliste : 1990
- Coupe afro-asiatique des clubs (1)
  - Vainqueur : 1992
- Coupe arabe des vainqueurs de coupe (1)
  - Vainqueur : 1995
- Championnat de Tunisie (3)
  - Champion : 1990, 1992, 1996
- Coupe de Tunisie (1)
  - Vainqueur : 1992
  - Finaliste : 1989